# Nagroda Prometeusza
Nagroda Prometeusza (ang. Prometheus Award) – nagroda literacka w dziedzinie fantastyki. Przyznawana jest za powieści wyrażające idee libertarianizmu. Nagrodę przyznaje Libertarian Futurist Society od 1979 r., kiedy to została ufundowana przez L. Neila Smitha. W 1983 r. stowarzyszenie ustanowiło również nagrodę Hall of Fame Award dla klasycznych utworów libertarianskiej SF, do których niekoniecznie należą powieści.

## Laureaci nagrody Prometeusza
| Rok  | Autor                                        | Tytuł                                             |
| ---- | -------------------------------------------- | ------------------------------------------------- |
| 1979 | F. Paul Wilson                               | Wheels Within Wheels                              |
| 1980 | nie przyznano                                | nie przyznano                                     |
| 1981 | nie przyznano                                | nie przyznano                                     |
| 1982 | L. Neil Smith                                | The Probability Broach                            |
| 1983 | James P. Hogan                               | Najazd z przeszłości (Voyage from Yesteryear)     |
| 1984 | J. Neil Schulman                             | The Rainbow Cadenza                               |
| 1985 | nie przyznano                                | nie przyznano                                     |
| 1986 | Victor Milan                                 | Cybernetic Samurai                                |
| 1987 | Vernor Vinge                                 | Marooned in Realtime                              |
| 1988 | Victor Koman                                 | The Jehovah Contract                              |
| 1989 | Brad Linaweaver                              | Moon of Ice                                       |
| 1990 | Victor Koman                                 | Solomon's Knife                                   |
| 1991 | Michael Flynn                                | In the Country of the Blind                       |
| 1992 | Larry Niven, Jerry Pournelle i Michael Flynn | Fallen Angels                                     |
| 1993 | James P. Hogan                               | The Multiplex Man                                 |
| 1994 | L. Neil Smith                                | Pallas                                            |
| 1995 | Poul Anderson                                | Gwiazdy są także ogniem (The Stars Are Also Fire) |
| 1996 | Ken MacLeod                                  | The Star Fraction                                 |
| 1997 | Victor Koman                                 | Kings of the High Frontier                        |
| 1998 | Ken MacLeod                                  | The Stone Canal                                   |
| 1999 | John Varley                                  | The Golden Globe                                  |
| 2000 | Vernor Vinge                                 | Otchłań w niebie (A Deepness in the Sky)          |
| 2001 | L. Neil Smith                                | The Forge of the Elders                           |
| 2002 | Donald Kingsbury                             | Psychohistorical Crisis                           |
| 2003 | Terry Pratchett                              | Straż nocna (Night Watch)                         |
| 2004 | F. Paul Wilson                               | Sims                                              |
| 2005 | Neal Stephenson                              | Ustrój świata (The System of the World)           |
| 2006 | Ken MacLeod                                  | Learning the World                                |
| 2007 | Charles Stross                               | Szklany dom (Glasshouse)                          |
| 2008 | Harry Turtledove                             | The Gladiator                                     |
| 2008 | Jo Walton                                    | Ha'Penny                                          |
| 2009 | Cory Doctorow                                | Mały Brat (Little Brother)                        |
| 2010 | Dani Kollin, Eytan Kollin                    | The Unincorporated Man                            |
| 2011 | Sarah Hoyt                                   | Darkship Thieves                                  |
| 2012 | Ernest Cline                                 | Ready Player One                                  |
| 2012 | Delia Sherman                                | The Freedom Maze                                  |
| 2013 | Cory Doctorow                                | Pirate Cinema                                     |
| 2014 | Ramez Naam                                   | Nexus                                             |
| 2014 | Cory Doctorow                                | Homeland                                          |
| 2015 | Daniel Suarez                                | Influx                                            |
| 2016 | Neal Stephenson                              | 7EW (Seveneves)                                   |
| 2017 | Johanna Sinisalo                             | The Core of the Sun                               |
| 2018 | Travis J I Corcoran                          | The Powers of the Earth                           |
| 2019 | Travis J I Corcoran                          | Causes of Separation                              |
| 2020 | C.J. Cherryh i Jane S. Fancher               | Alliance Rising                                   |
| 2021 | Barry B. Longyear                            | The War Whisperer, Book 5: The Hook               |
| 2022 | Wil McCarthy                                 | Rich Man's Sky                                    |
| 2023 | Dave Freer                                   | Cloud-Castles                                     |
| 2024 | Daniel Suarez                                | Critical Mass                                     |
| 2025 | Michael Flynn                                | In the Belly of the Whale                         |

- Źródło: Prometheus Awards[2]